# Esmée van Eeghen
Esmée Adrienne van Eeghen, née le 7 juillet 1918 à Amsterdam et morte le 7 septembre 1944 à Noorddijk[réf. nécessaire], est une résistante néerlandaise à l'occupation allemande des Pays-Bas pendant la Seconde Guerre mondiale.

## Biographie

### Famille
Esmée van Eeghen est issue de familles néerlandaises respectées, tant du côté de sa mère que de son père. Son père Reginald Hendrik van Eeghen (1889–1936) était directeur de la brasserie Amstel. Ses parents divorcent quand elle a huit ans et son père déménage aux États-Unis, où il meurt en 1936. En 1930, sa mère Minette Adrienne « Miesje » van Lennep (1892–1975) épouse Alphert Baron Schimmelpenninck van der Oye (1880–1943), ancien maire de Maarn et Doorn. Esmée a un frère, Dave, et un demi-frère plus jeune, Sander.
Esmée van Eeghen est une jeune femme sophistiquée au caractère ambivalent. Elle est décrite comme spontanée, aimante et sensible, mais aussi comme dure, brutale et égocentrique. Adolescente, elle est soignée par un psychiatre suisse . Elle est élevée par une gouvernante, parle couramment l'anglais, l'allemand et le français et voyage beaucoup, en partie grâce à son beau-père, qui est président du Comité national olympique néerlandais et membre du CIO. Elle joue du piano et est bonne chanteuse,.

## Résistance

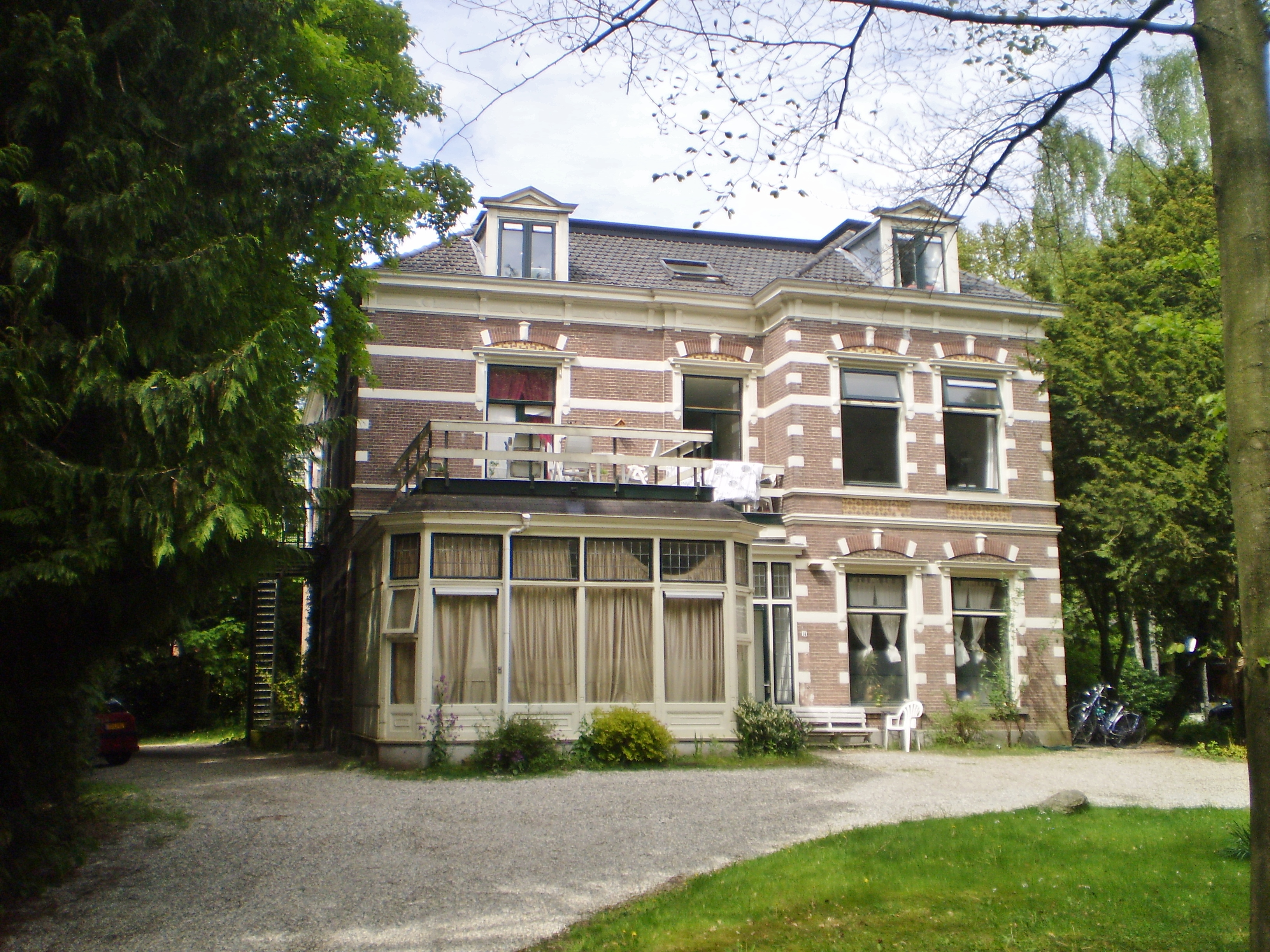
Ancienne maison familiale à Baarn, Gerrit van der Veenlaan 14 (2013).

Bien qu'Esmée van Eeghen soit financièrement indépendante, elle accepte un emploi d'infirmière au Burgerziekenhuis d'Amsterdam. Au printemps 1943, elle entame une liaison avec l'étudiant en médecine Henk Kluvers. Lorsqu'on demande à celui-ci de signer la déclaration de loyauté des étudiants, il se rendu à Leeuwarden pour éviter de la signer. Esmée van Eeghen le suivit et l'aide, ainsi que son ami Piet Meerburg, à cacher des enfants juifs dans le nord du pays pour le compte de la Landelijke Organisatie voor Hulp aan Onderduikers (LO). Ils sauvent la vie d’au moins 100 enfants. Elle veut fonder sa propre famille, mais Kluvers est encore étudiant et souffre de tuberculose, donc le mariage n'est pas possible pour lui et il la quitte.
Esmée van Eeghen travaille ensuite pour la Résistance frisonne ( Friese knokploegen ) comme messagère ; ses noms de code sont Elly et Sjoerdje. On dit qu'elle aurait eu une liaison avec Krijn van den Helm, un homme marié et membre dirigeant de la Résistance et de la LO. Elle obtient de fausses cartes d'identité et faux tickets de rationnement pour des personnes cachées, transporte armes et des munitions et participe à des vols à main armée. Avec van den Helm, elle met en sécurité les pilotes alliés. Dans le train pour Amsterdam, elle fait passer une valise contenant des armes à travers les contrôles de sécurité par un officier allemand avec qui elle avait déjà flirté.
À partir du début de 1944, Esmée van Eeghen est de plus en plus souvent vue en compagnie de membres du Sicherheitdienst (SD, Service de sécurité nazi). On dit que cela est fait en consultation avec van den Helm afin de les espionner. Selon une autre version, elle aurait tenté d'obtenir des informations sur son frère Dave, arrêté, qui appartenait au groupe de résistance Ordedienst . Des rumeurs circulaient selon lesquelles son association avec les Allemands était due à ses « pulsions sexuelles ». En 1986, elle est décrite dans le magazine Vrij Nederland comme suit (cité dans Die Zeit ) : « Elle pouvait boire comme un Templier, jurer comme un hérétique et tirer comme personne d'autre ; elle était lunatique et déloyale, volage, hystérique – et nymphomane. En tant que « beau cygne parmi les canards étrangers » elle est une étrangère dans la Frise conservatrice et réformée et donc aussi la cible de commérages et d’envie : « Les gens du paysan sont confrontés à une ville, à travers une jeune femme habillée et habillée qui surtout fume encore régulièrement et boit rapidement. Une fleur exotique dans la robe frisonne.
Au printemps 1944, Esmée van Eeghen tombe amoureuse de l'officier de la Wehrmacht allemande Hans Schmälzlein, opposé aux nationaux-socialistes et avec lequel elle aurait pris contact sur instruction. Elle ne cache pas cette affection, on parle de mariage, mais elle garde le silence sur le fait qu’elle vit déjà avec lui. La résistance frisonne la menace de mort lorsqu'elle apprend la nouvelle. À l’instigation de van den Helm, elle reçoit finalement l’ordre de quitter la Hollande-Septentrionale. Elle rentre dans sa famille à Baarn. À l'été 1944, la situation devient critique, car le SD devient méfiant. Le 9 août, elle est arrêtée à la gare centrale d'Amsterdam – prétendument à la suite de la délation de son amie An Jaakke, jalouse de Schmälzlein, et emmenée à Groningue, où elle est interrogée dans le tristement célèbre Scholtenhuis, le siège du SD et de la Sicherheitpolizei (police de sûreté nazie).

## Meurtre
Le journaliste d'investigation néerlandais Arnold Karskens décrit les événements qui ont suivi dans son livre Het beestmensch : Esmée van Eeghen est forcée par le chef du SD de Groningue, Ernst Knorr, d'écrire une lettre à Krijn van den Helm, qui s'est caché à Amersfoort. La lettre est adressée aux parents de van den Helm et elle ne savait peut-être pas qu'il était là à ce moment-là. Les frères Piet et Klaas Carel Faber devaient remettre la lettre. Alors que Klaas Carel Faber attendait devant la maison, une bagarre éclate à l'intérieur, au cours de laquelle van den Helm est abattu par Piet Faber. Comme van den Helm est mort, Esmée van Eeghen perd son intérêt et il est décidé qu'elle sera tuée.
Le 7 septembre 1944, Esmée van Eeghen est emmenée hors de la ville en voiture avec une autre prisonnière, Luitje Kremer, âgée de 24 ans, et fusillée. Leurs corps sont jetés dans le canal Van Starkenborgh . Ernst Knorr ainsi que Piet et Klaas Carel Faber sont impliqués dans le crime.
Selon une déclaration de Klaas Carel Faber en septembre 1945, seul Knorr (retrouvé mort en prison dans des circonstances obscures en juillet 1945) aurait tiré. Karskens doute de ces déclarations car, selon une autopsie réalisée au laboratoire d'anatomie pathologique de Groningue, les 13 balles présentes dans le corps de la femme étaient de trois calibres différents. Il y avait quatre balles de deux calibres différents dans le corps de Kremer. En 1954, Klaas Carel Faber décrivit Esmée van Eeghen à la justice allemande comme « la seule femme dirigeante d'une organisation terroriste aux Pays-Bas » qui avait attiré des membres de la Wehrmacht dans des hôtels afin de les abattre. Au cours des interrogatoires qui se sont déroulés à Groningue seulement, elle avoue cinq meurtres. Karskens considère également que cette affirmation est « loin de la vérité ».

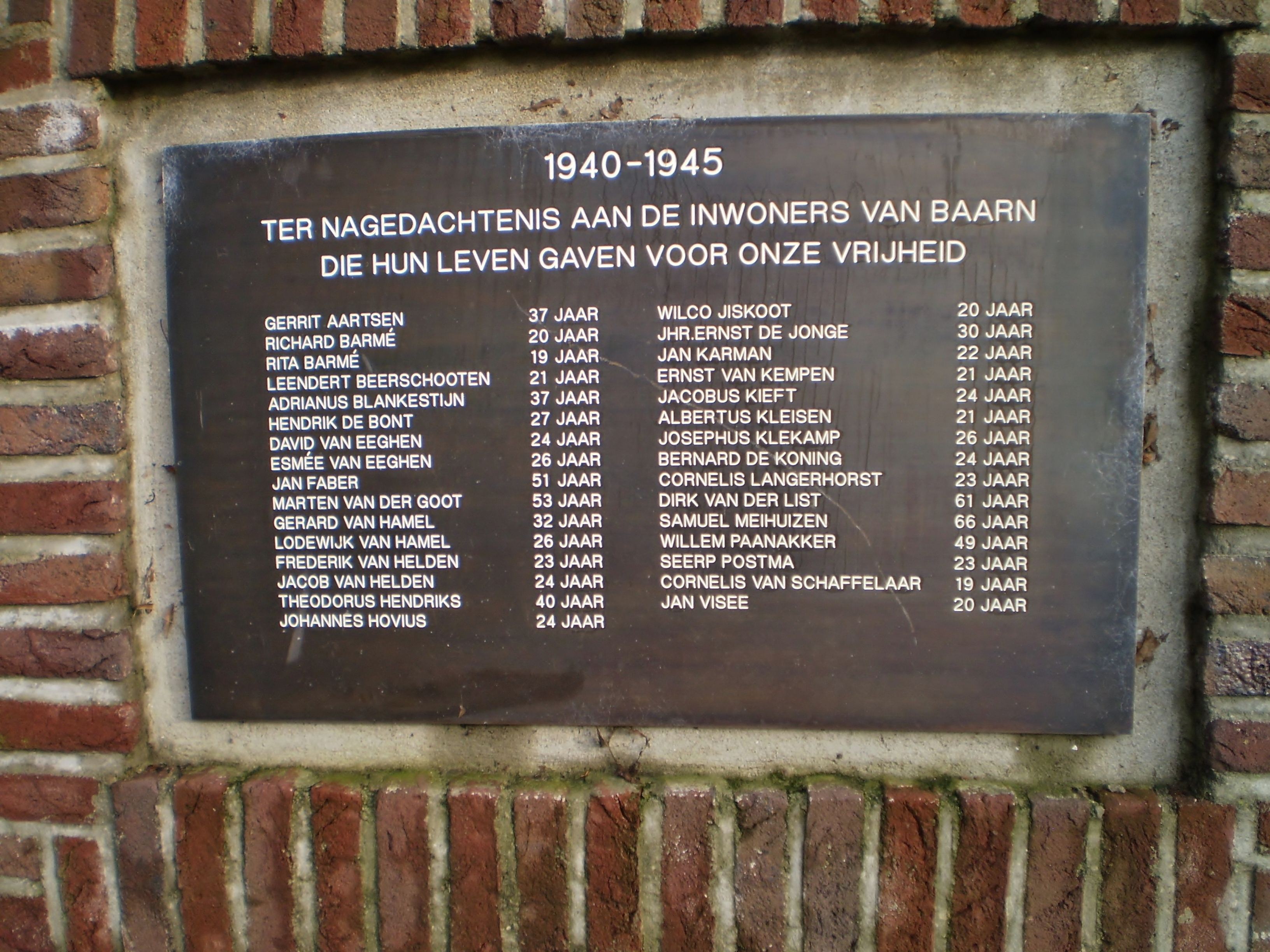
Plaque commémorative au monument aux morts avec les noms d'Esmée et David van Eeghen.

Le corps d’Esmée van Eeghen est retrouvé dans le canal le lendemain de sa mort. Elle est d'abord enterrée à Norddijk, et en août 1945, sa mère la fit ré-inhumer au cimetière de Baarn. Son frère David meurt au camp de concentration de Bergen-Belsen en avril 1945, quelques jours avant la libération du camp.
Hans Schmälzlein est également arrêté et ramené en Allemagne. Son sort ultérieur est inconnu. Piet Faber est exécuté à Groningue en 1948 pour 27 meurtres, son frère Klaas Carel Faber est décédé à Ingolstadt en 2012 après que la justice allemande ait refusé de l'extrader vers les Pays-Bas pendant des décennies parce qu'il a acquis la nationalité allemande en raison de son travail pour le SD.

## À titre posthume
L'opéra Esmée de Theo Loevendie et Jan Blokker (de) est créé lors du Holland Festival en 1995. L'ouvrage dont il s'inspire est vivement critiqué par d'anciens résistants. Loevendie reçoit un appel indigné de Henk Kluvers, qui s'est plaint que l'opéra ne correspondait pas à la vérité historique et qu'Esmée était dépeinte de manière trop négative. Piet Meerburg regrette que l'opéra n'ait pas été joué alors que les personnes impliquées étaient encore en vie. Loevendie et Blokker ont soutenu que l’opéra était une fiction.
Le 29 octobre 2001, le prince Bernhard de Lippe-Biesterfeld dévoile une plaque commémorative au mémorial de guerre de la gare de Baarn, portant les noms de 31 citoyens de la ville qui ont perdu la vie en combattant les Allemands pendant la Seconde Guerre mondiale. À côté du nom d’Esmée van Eeghen figure également le nom de son frère David. Le 15 mars 2003 se tient la première de la pièce Der Dames Verzet, dans laquelle les personnages féminins, dont Esmée van Eeghen, reviennent sur leur rôle dans la résistance.
En 2006, sort le film Black Book du réalisateur Paul Verhoeven, dont le personnage principal Rachel Stein est en partie basé sur le personnage d'Esmée van Eeghen.
En 2024, les résistantes Esmée van Eeghen et Wieke Bosch sont ajoutées à la liste commémorative des résistants morts durant la guerre du Fries Verzetsmuseum (musée de la résistance frisonne) (en) à Leeuwarden. 